# Leptospermum continentale
Leptospermum continentale, conegut de forma comuna amb el nom anglès Prickly Tea-tree, és una espècie d'arbust que és endèmica al sud d'Austràlia. Creix entre 1 i 2 metres d'alçada i té fulles estretes que són al voltant de 10 mm de llarg i d'1 a 3 mm d'ample. Les flors, són de color blanc o rosat, que n'apareixen de tant en tant entre octubre i gener en la seva àrea de distribució natural d'espècies.
L'espècie va ser descrita per primera vegada formalment per Joy Thompson a la revista Telopea el 1989.
La forma cultivar 'Horizontalis', és una forma natural de Portland a Victòria, ha estat en el cultiu a Austràlia des de 1968.